# Mitra (mitologia)
|  | Per a altres significats, vegeu «Mitra (desambiguació)». |

Mitra o Mitras (en persa, میترا Mithra; en grec, Mithras Μίθρας) fou el déu del sol i la llum entre els perses i posteriorment del mitraisme i de la religió de l'antiga Roma.

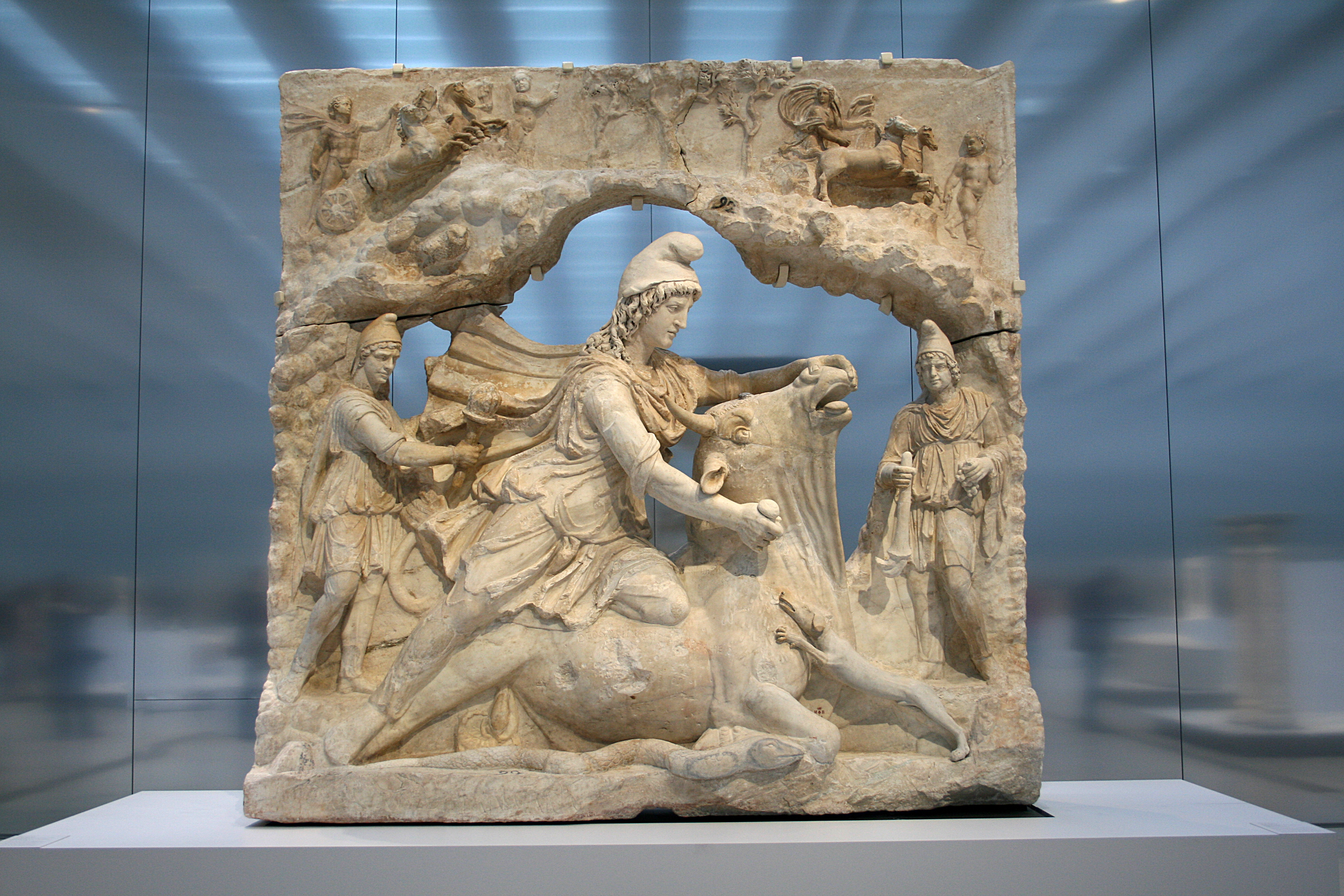
Mitra a la Galerie du Temps du Louvre-Lens

Aquesta deïtat és representada generalment com un jove bell, amb barretina frígia que llança a terra un brau i fa l'acció de tallar-li el coll; al mateix temps el brau està essent també atacat per una serp i un escurçó. Molts autors han vist en aquest ritual l'origen de molts ritus mediterranis antics, en què se sacrificaven bous, i també l'antecedent ancestral de les curses de braus.

## Antiguitat
Segons l'escriptor belga Franz Cumont, en el seu estudi publicat a inicis del segle xx, l'origen del mitraisme es remunta a l'antiga Pèrsia (l'actual Iran). Aquest déu fou un membre de l'antic panteó ari i la seva adoració va ser adoptada pels iranians i pels indis d'un poble veí, que podria ser l'accadi o semita habitants de Babilònia, ocorregut en una època prehistòrica. Les tribus de l'Iran mai van deixar el culte a Mitra des de la seva arribada fins al dia de la seva conversió a l'islam.

## El déu Mitra persa
Mithra en l'Avesta significa contracte, aliança. Fou responsable de donar protecció quan hi havia un atac. Protegia els fidels i castigava els infidels. També se'l representa en un carro tirat per cavalls blancs. Mitra és el posseïdor de la veritat. La mort d'un brau és un acte cosmogònic comparable a la matança del drac Vritra portada a terme per Indra.
Relacionats amb el seu càrrec de protector de la veritat, Mithra és un jutge, qui assegura que les persones que violen les promeses o no són justes no seran admeses en el paradís. Com també en la tradició indoiraniana, s'associa amb Mithra la divinitat del sol, però originalment diferent d'ella. Mithra està estretament relacionat amb el femení yazata Aredvi Sura Anahita, la hipòstasi del saber.
La reforma de Zaratustra relegà Mitra a un segon pla (com arcàngel) mentre que Ahura Mazda era promogut al rang de Déu únic. Actualment, encara anomenen Pòrtic de Mitra els temples a on es conserva el foc sagrat.
En els primers segles de la nostra era el Mitra iranià torna a tenir prestigi en el Pròxim Orient i la seva influència arriba fins a tot l'imperi romà.

## El déu Mitra romà

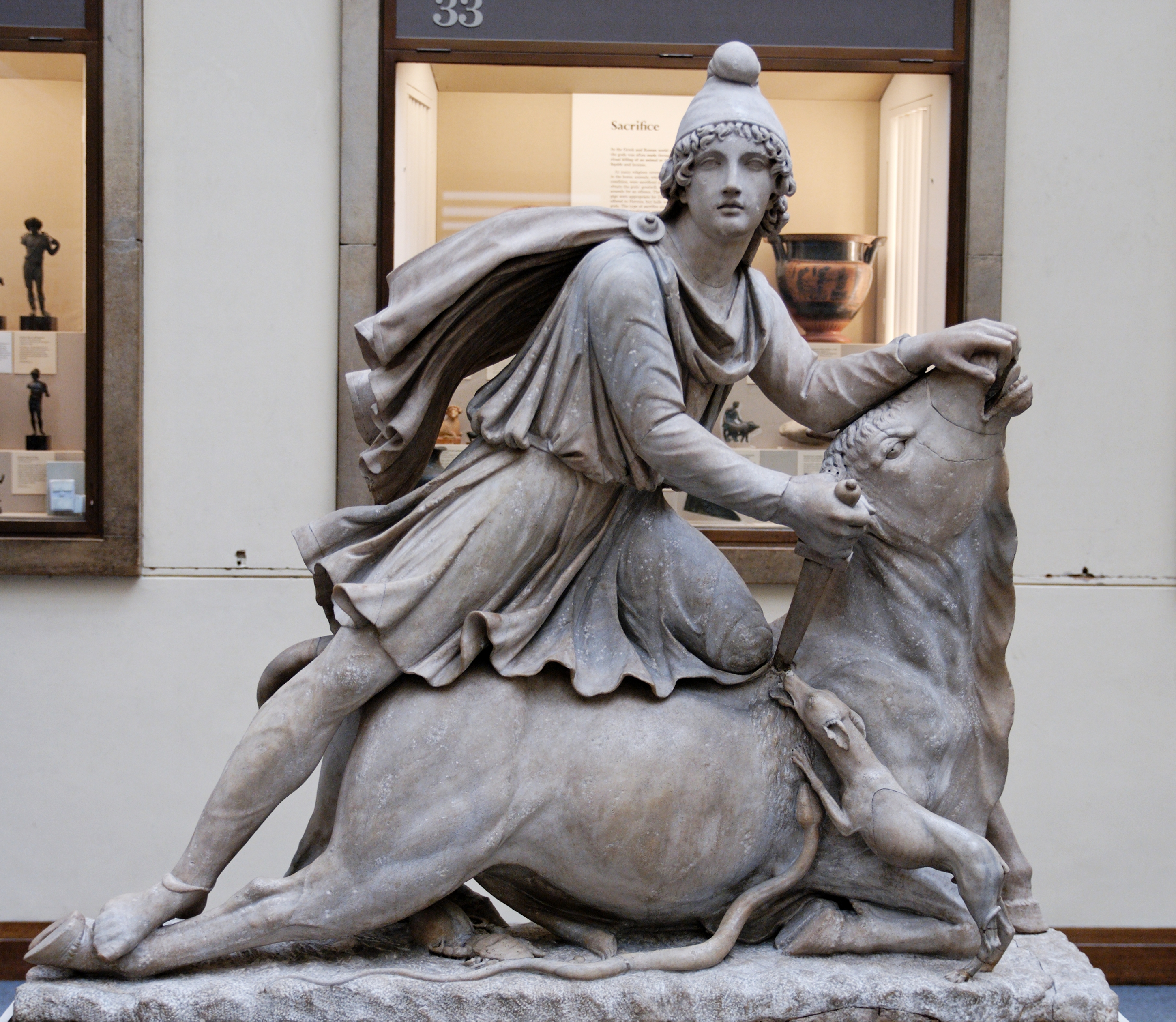
Estàtua del déu solar Mitra sacrificant un toro, Museu Britànic

En temps de l'imperi el seu culte fou introduït a Roma i es va difondre per tot l'Imperi Romà.
El culte de Mitra s'organitzava en societats secretes, exclusivament masculines, actualment anomenades del mitraisme. Era molt popular dins dels ambients militars. Obligava a l'honestedat, la puresa i el coratge entre els seus adeptes.
És possible que Neró, nascut el 25 de desembre, el mateix dia que es festejava el naixement de Mitra, fos un dels primers emperadors que li rendiren culte. Més endavant emperadors com Elagàbal i Aurelià introduiren el culte solar al déu Sol Invictus, presentat com una reinterpretació de Mitra.
Les excavacions iniciades el 1857 sota l'església de Sant Climent, a Roma, van mostrar que estava construïda sobre una església del segle iv, i aquesta, estava a sobre d'un altre temple dedicat a Mitra. Per les troballes arqueològiques se sap que és una religió d'origen persa (el mitraisme), adoptada pels romans l'any 62 aC, que va competir amb el cristianisme fins al segle iv.

## Mitra i el cristianisme
Alguns relats descriuen Mitra en narracions que mostren grans similituds amb els evangelis, apropant la imatge d'aquest déu frigi amb la de Jesús de Natzaret.
- Mitra nasqué el 25 de desembre, en una cova.[7]
- Els pastors foren els primers que el trobaren i l'adoraren.
- Li van portar regals, or i essències.
- La seva mare era una verge, anomenada Mare de Déu.
- Mitra era un llaç d'unió entre déu i la gent. Era un representant d'Ahura Mazda a la Terra.
- Després d'ensenyar a la Terra, Mitra ascendí al cel.
- Fou enviat pel Pare perquè es fessin els seus desitjos a la Terra.
- El seu sacrifici tenia com a finalitat redimir el gènere humà.
- Els seus seguidors creien en la resurrecció, en la comunió amb el pa i el vi, en el cel i en l'infern.
- Mitra rebia l'apel·latiu de La Llum, el Bon Pastor, La Veritat.
- El dia sagrat del mitraisme era el diumenge.
- El mitraisme es representa amb una creu inscrita en un cercle, que simbolitza el sol.

En el sopar dels seguidors de Mitra hi ha la frase: «Qui no mengi del meu cos i no begui de la meva sang de manera que es confongui en mi i jo amb ell, no obtindrà la salvació...».
Jesús en el seu últim sopar pronuncià una frase molt semblant: «Qui no mengi del meu cos i no begui de la meva sang, no tindrà la vida eterna...».